# Youth (album Matisyahu)
Youth è un album reggae di Matisyahu del 2006.

## Tracce
1. Fire of Heaven/Altar of Earth – 3:59
2. Youth – 4:18
3. Time of Your Song – 4:27
4. Dispatch the Troops – 4:05
5. Indestructible – 4:09
6. What I'm Fighting For – 2:11
7. Jerusalem – 4:00
8. WP – 3:58
9. Shalom/Saalam – 1:06
10. Late Night in Zion – 3:13
11. Unique Is My Dove – 3:24
12. Ancient Lullaby – 4:18
13. King Without a Crown – 3:42